# Ignazio Vian
Ignazio Vian (Venezia, 9 febbraio 1917 – Torino, 22 luglio 1944) è stato un militare e partigiano italiano.

## Biografia
Nacque da Agostino (1873-1957), avvocato, e da Giuseppina Castagna (1880-1968). La famiglia era legata agli ambienti cattolici veneziani: i genitori erano amici del patriarca Giuseppe Sarto, che celebrò il loro matrimonio poco prima di essere eletto papa Pio X; alcuni fratelli furono impegnati nella società civile e religiosa, come Nello (1907-2000), scrittore e segretario della Biblioteca Vaticana, Domenico "Memi" (1908-1931), esponente della Compagnia di San Paolo, Francesco "Cesco" (1912-2013), ispanista, Maria (1914-1995), entrata nella congregazione delle Figlie della Chiesa.
Trascorsa la giovinezza nella città natale, dove conseguì il diploma magistrale, si trasferì a Roma con la famiglia e si iscrisse alla facoltà di Magistero dell'Università La Sapienza. Durante questo periodo prese parte al circolo locale della F.U.C.I.
Intrapresa la carriera di insegnante, dovette presto interromperla per la chiamata alle armi, seguita all'ingresso dell'Italia nella seconda guerra mondiale (8º reggimento artiglieri di corpo d’armata). Dopo un breve periodo di congedo, nel gennaio 1941 tornò in servizio per frequentare ad Arezzo il corso per allievi ufficiali di complemento; ne uscì con il grado di sottotenente e fu destinato al deposito della Guardia di Frontiera presso Boves, in provincia di Cuneo.
All'annuncio dell'armistizio decise di combattere sulla Bisalta contro i tedeschi. Raccolse con sé circa centocinquanta uomini e diede vita così ad una delle prime formazioni partigiane. Da notare che cominciò a combattere subito, a differenza di altri gruppi che preferirono attendere. In settembre la formazione impegnò duramente le forze del maggiore delle SS Joachim Peiper che, per rappresaglia, colpì l'abitato di Boves. Nonostante ciò, i partigiani di Vian continuarono la lotta e il loro numero crebbe notevolmente, specie in seguito all'unione con il raggruppamento 1º Gruppo Divisioni Alpine comandato da Enrico Martini ("Mauri").
In missione a Torino, il 19 aprile 1944 fu arrestato dai tedeschi. Detenuto nel carcere delle "Nuove" nel cosiddetto "braccio tedesco", occupato dalle SS, nella cella nr 17. Ogni giorno veniva portato nella caserma di via Asti dove veniva torturato perché svelasse i nomi dei partigiani e i loro nascondigli, ma invano. Tentò pure il suicidio in carcere, tagliandosi le vene con un coccio di vetro trovato sul cellulare che lo riportava in carcere, temendo di cedere, ma fu curato dai suoi carcerieri perché fosse in condizioni di ricevere la pena di morte.
Fu impiccato ad un albero in Corso Vinzaglio, nel centro di Torino, insieme a Battista Bena, Felice Bricarello e Francesco Valentino. I loro corpi rimasero appesi per una settimana perché i tedeschi vietarono di dare loro sepoltura affinché fossero di monito alla popolazione. L'albero divenne noto come "l'albero Solaro" (dal nome del federale fascista di Torino). Nel maggio 1945, durante i giorni della liberazione della città, l'albero fu ornato spontaneamente, dalla popolazione, di fotografie, fiori e lettere ai martiri. Sotto la fotografia di Ignazio Vian, la scritta "Italiano ricordati le sue ultime parole: sangue di martiri, semenza di eroi" (P. Chiodi, "Banditi", Einaudi 1975)

## Citazioni e omaggi
- Al partigiano è intitolata la caserma degli alpini di Cuneo, nonché vie, istituti scolastici e associazioni sparsi per tutta la Penisola.
- La sua memoria, onorata presso il Museo Storico della Liberazione di Roma, è presentata con un paio di cornici. In una vi sono le motivazioni della medaglia d'oro al valore, nell'altra uno schizzo a matita del "Tenente Ignazio Vian".
- Presso il Museo Storico della Liberazione è conservato una pagnotta con sopra inciso :"Coraggio Mamma". Presumibilmente, con il lancio della pagnotta dalla strada, attraverso la finestrella della cella in cui era rinchiuso al terzo piano dell'edificio, la madre porgeva l'ultimo saluto al figlio.